# Marítimo Futebol Clube Rosarense
O Marítimo Futebol Clube Rosarense é um clube de futebol português sidiado na localidade de Rosário, freguesia de Gaio-Rosário, Município da Moita, no Distrito de Setúbal.

## História
O clube foi fundado em 1949 e o seu actual presidente chama-se José Pinto Barraco.

## Ligas
- 1ª divisão distrital da Associação de Futebol de Setúbal. Madalena Cup uma taça para escalões  de futebol infriores a 14 anos que jogam em campos de sete

## Campo de Jogos
- Campo da Madalena

## Marca do patrocínio
- Givova Locatoni

## Patrocínio
- Bacalhau Riberalves